# حسن‌الدین علیقلوف
حسن‌الدین علیقلیوف (انگلیسی: Husniddin Aliqulov؛ زادهٔ ۴ آوریل ۱۹۹۹) بازیکن فوتبال اهل ازبکستان است.
وی همچنین در تیم‌های ملی فوتبال زیر ۲۳ سال و بزرگسالان ازبکستان بازی کرده‌است.